# モザンビークの文化
この記事ではモザンビークの文化に関する説明を述べる。

## 概要
モザンビークとはアフリカ南東部の沿岸の国家である。マラウイ、南アフリカ共和国、スワジランド、タンザニア、ザンビア、ジンバブエと国境を接する。モザンビークはほぼカリフォルニア州の二倍の面積であり、人口は1,800万と推計されている。この1,800万人の内、2/5以上が15歳以下である。モザンビーク人は未だに過渡期の人々であり、300年以上のポルトガルによる支配に対して長く戦い続け、1975年に独立したのである。過渡期にもかかわらず、モザンビーク人は長年に亘って築き上げられた価値観や遺産、伝統を身に付けている。

## 人々
市民の大多数はバントゥー系の黒人である。ポルトガル系とムラート、中国系、インド系、アラブ系などの人口が増加しつつあり、多くは内戦の間離れていたものの、現在は帰還している。

## 言語
公用語はポルトガル語だが、英語はマプートやベイラのような主要都市で広く話されている。多くのモザンビーク人はショピ語やトンガ語のようなバントゥー諸語を話す。

## 宗教
モザンビーク人の多くは土着信仰とキリスト教を奉じ、キリスト教はカトリック教会が主でプロテスタントは一部に留まる。キリスト教はポルトガルの影響である。イスラーム（多くはアラブ人と北部の黒人である）、仏教（多くは中国人の大乗仏教である）、ヒンドゥー教（主にインド人）は少数だが重要である。

## 教育
15歳以上のモザンビーク人で読み書きが出来るのは1/3に過ぎない。モザンビークの初等教育は無料だが、中等教育以降は有料となる。1995年の終わりには約60%の初等教育対象年齢の児童が初等教育に出席していた。これらのうちごく少数の、約7%の児童が中等教育に進学した。
1995年の終わりには約7,000人の学生が3つある内の1つの高等教育機関に在籍していた。

## 芸術
モザンビークの音楽は宗教的表現から伝統的儀式まで多くの意図を果たしている。楽器は往々にして手作りである。木と動物の皮で作られる太鼓や、動物の角か木で作られる木管楽器ルンペベ（lupembe）、モザンビーク土着のシロフォンの一種であるマリンバなどがモザンビーク音楽の表現に用いられる。マリンバは南部中央海岸のショピ人の一般的な楽器であり、彼等は音楽スキルとダンスで有名である。ある者はモザンビークの音楽は、レゲエや西インド諸島のカリプソに似ていると言う。その他の一般的なモザンビークの音楽にはマラベンタや、ファド、サンバ、ボサノヴァ、マシーシェ（モザンビークのマシーシェに起源を持つ）、キゾンバなどの他のポルトガル語音楽の様式が存在する。
マコンデ人は木製彫刻と精巧なマスクで有名であり、それらは一般的に儀式のダンスで用いられる。

## 娯楽
モザンビークで人気があるスポーツはサッカー（ポルトガル語ではfutebol）である。モザンビーク人が視るテレビ局はテレヴィザン・モサンビーケ、RTPアフリカであり、ポルトガルの局ではRTPインテルナシオナル、SICインテルナシオナル、SICノティーシアス、MTVポルトガル、ディズニー・チャンネル・ポルトガル、スーパースポーツ7、ユーロニュース、ブラジルの局ではTVグローボ・インテルナシオナル、レコールとなる。

## 祝祭日
- 独立記念日
- 新年
- 家族の日
- モザンビーク女性の日
- 英雄の日

## 文化的アイデンティティ
モザンビークはかつてポルトガルに支配され、彼等は主要言語と主要宗教（カトリック）を共有している。しかし、大多数がバントゥー系であるため、文化のほとんどは土着のものであり、都市部に住むバントゥー系人は一部ポルトガルの影響を受けている。モザンビークの文化はポルトガルの文化に影響を及ぼしている。モザンビークの音楽、モザンビークの映画（RTPアフリカによる)、料理、伝統などは現在ポルトガルの日常生活の一部となっている。